# Lampedusa
Lampedusa is een Italiaans eiland in de Middellandse Zee. Het behoort samen met Linosa en Lampione tot de Pelagische eilanden. Dit meest zuidelijk gelegen deel van Italië ligt 205 kilometer ten zuiden van Sicilië en 113 kilometer ten oosten van Tunesië. Bestuurlijk gezien hoort Lampedusa bij de provincie Agrigento en de regio Sicilië. Geologisch behoort het eiland tot het Afrikaans continent. Cultureel en historisch wordt het bij Europa gerekend, niet het minst omdat het staatkundig integraal onderdeel is van het Europese land Italië.
Het hoogste punt steekt 133 meter boven de zeespiegel uit. Het eiland is 20 km² groot en is daarmee het grootste van de drie Pelagische eilanden. Twintig kilometer westelijk van Lampedusa ligt het onbewoonde Lampione, 57 kilometer noordelijker het kleine Linosa. Lampedusa is dor, zonder enige bronnen van zoet water buiten de onregelmatige regenval. De 5.300 bewoners van het eiland zijn afhankelijk van visserij, landbouw en toerisme. Lampedusa leeft hoofdzakelijk van deze laatste inkomensbron: in de zomermaanden verzevenvoudigt de bevolking met vakantievierende strandgangers en zonaanbidders.

## Bereikbaarheid
Vanuit de haven van Agrigento, aan de zuidkust van Sicilië, wordt 's zomers een dagelijkse veerdienst op het eiland onderhouden. Het eiland heeft ook een vliegveld.

## Geschiedenis
Het vroeger onbewoonde eiland Lampedusa was aanvankelijk eigendom van de familie Tomasi. Giulio Tomasi kreeg in 1630 van de koning van Spanje de titel prins toegekend waarna de familie Tomasi di Lampedusa werd genoemd. In 1839 werd het eiland door de familie verkocht aan koning Ferdinand II van Napels. Een bekende telg van de familie is de schrijver Giuseppe Tomasi di Lampedusa.
Na de stichting van het koninkrijk Italië werd Lampedusa een gevangeniseiland. Naast "gewone" gevangenen zaten hier ook vele anarcho-terroristen hun straf uit. De beroemdste van hen, Errico Malatesta, wist in mei 1899 in een stormnacht te ontsnappen in een roeiboot, en via Malta en Gibraltar naar Londen te vluchten.
Tijdens de Tweede Wereldoorlog werd Lampedusa zonder enige tegenstand ingenomen door de Britse strijdkrachten (Operation Corkscrew), kort voor de Landing op Sicilië. Het Italiaanse garnizoen van het eiland capituleerde op 13 juni 1943.
Op 15 april 1986 vuurde Libië twee of drie Scuds af op Lampedusa. Ze waren gericht tegen de navigatiepost van de Amerikaanse kustwacht, die op het eiland een permanente basis had, ter vergelding van een Amerikaans bombardement op Tripoli en Benghazi.
In de jaren negentig werd Lampedusa bekend als plaats waar immigranten per boot arriveerden, eerst voornamelijk vanuit Albanië en later voornamelijk vanuit Noord-Afrika, in de hoop er een verblijfsvergunning in de Europese Unie te kunnen bemachtigen. Er is een uitzetcentrum voor 500 personen gebouwd.
In de documentaire film Fuocoammare (2016) komt het thema van de immigratie naar Lampedusa aan bod. Documentairemaker Gianfranco Rosi filmde een jaar lang op Lampedusa. Hij legt de kleine vissersgemeenschap vast. Terwijl dagelijks vele mannen, vrouwen en kinderen de zee oversteken in te kleine en schamele bootjes. Iedere dag zijn de eilandbewoners getuige van een van de grootste menselijke tragedies van deze tijd. Ondertussen gaat het leven op het eiland gewoon door. Twee bijna totaal van elkaar gescheiden werelden op een oppervlakte kleiner dan het waddeneiland Schiermonnikoog.

## Overleden
- Domenico Modugno (1928-1994), Italiaans zanger en acteur

## Cultuur
- De Italiaanse zanger Mango filmde de videoclip voor het lied "Mediterraneo" op Lampedusa.
- De film Respiro (2002) van de Italiaanse regisseur Emanuele Crialese speelt op Lampedusa, en verreweg de meeste acteurs zijn eilandbewoners. Thema: vrijheidsdromen van de mooie Grazia tegen de golven in van een strakke eilandmoraal.
- De Italiaanse schrijver Giuseppe Tomasi di Lampedusa (1896-1957) was Prins van Lampedusa.

## Galerij

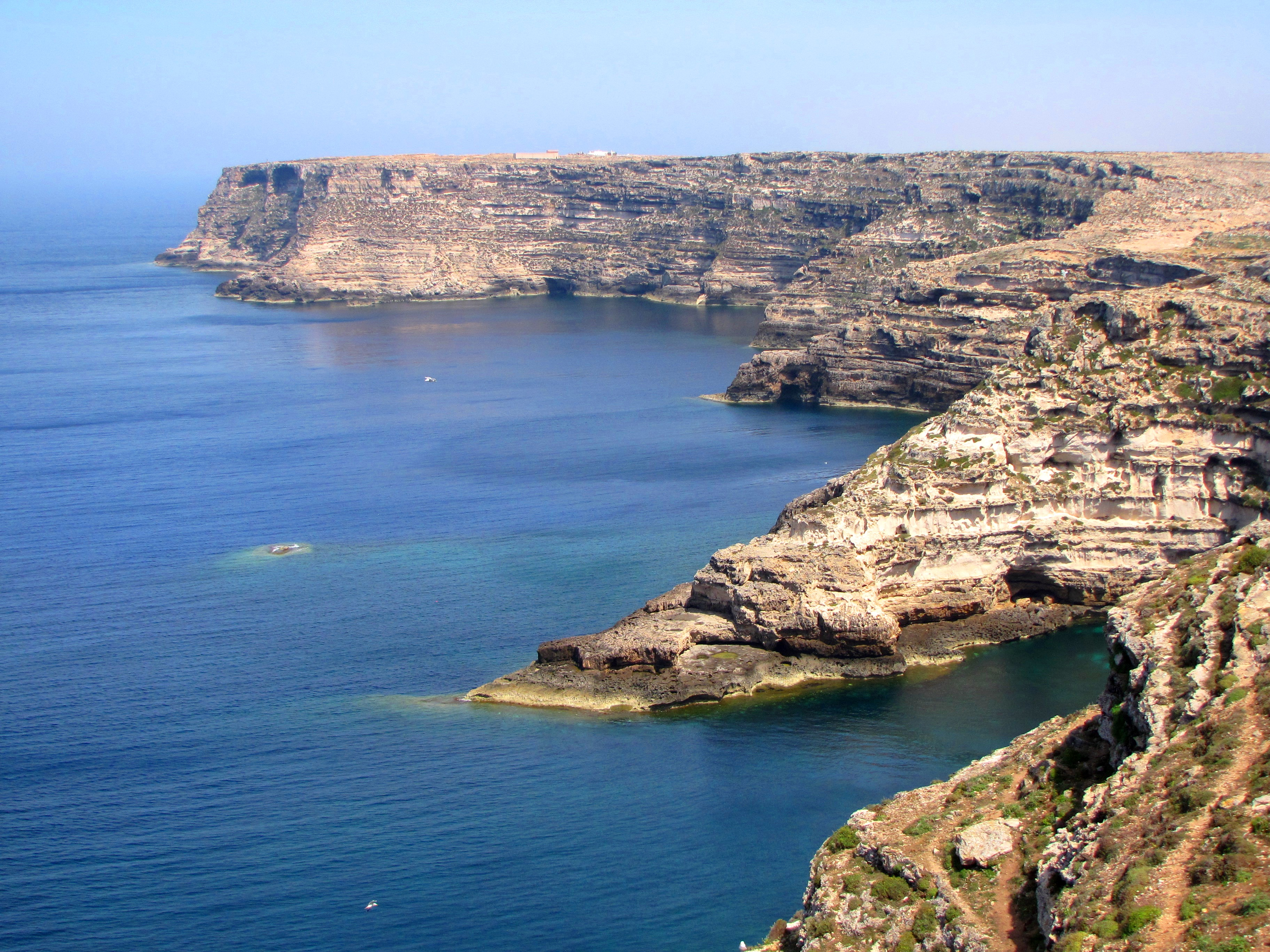
Lampedusa
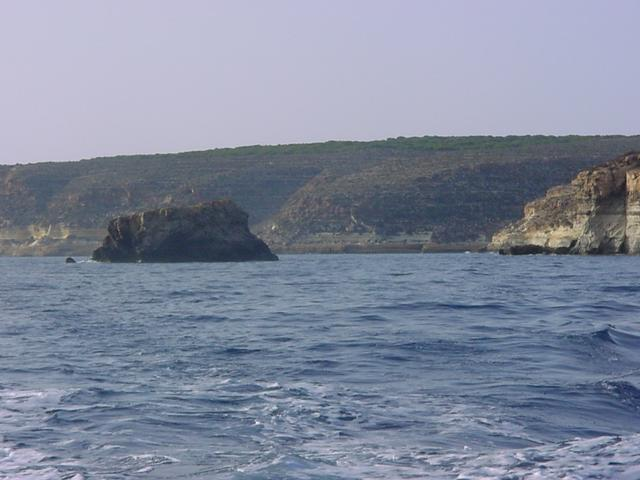
Kustlijn van Lampedusa
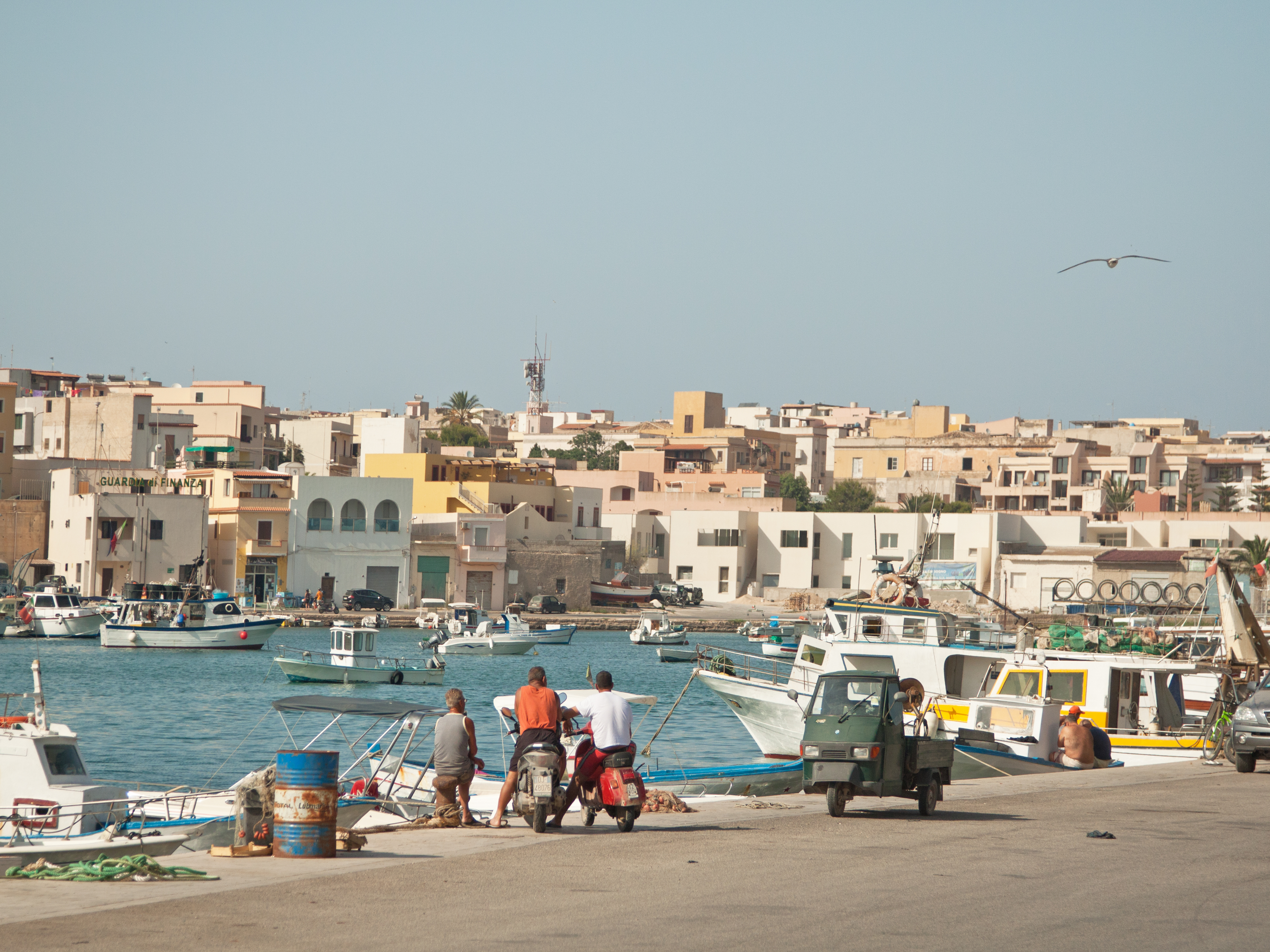
Haven